# 克拉通翼龙属
克拉通翼龙属（学名：Cratonopterus，意为“克拉通之翼”）是发现于中国早白垩世花吉营组的已灭绝的梳颌翼龙类。该属只包含模式种华北克拉通翼龙（C.huabei），基于部分骨骼进行描述。克拉通翼龙属代表了花吉营组第一个被命名的翼龙属。

## 发现与命名
克拉通翼龙属的正模标本IVPP V 14935是在河北省丰宁县花吉营组沉积物中发现的。这个不完整的、部分铰接的标本由最后三节颈椎、九节背椎、胸骨、右肩胛鸟喙骨、部分右翼、腹肋和肋骨组成。
2023年，江等人根据这些化石遗骸，将华北克拉通翼龙描述为梳颌翼龙科的新属新种。属名“Cratonopterus”结合了对克拉通的引用（克拉通源自希腊语“kratos”，以标本被发现的地质特征命名）以及希腊语“pterus”（意思是“翅膀”）。种加名“huabei”在汉语拼音中意为“华北”，指的是华北克拉通。

## 描述
克拉通翼龙是一种中等体型的梳颌翼龙类，估计翼展约为1.8米（5.9英尺）。正模标本个体在死亡时很可能是一个发育中的接近完全发育的亚成体。第一翼指骨有一个大的气动孔。尽管这种特征也见于鸟掌翼龙超科，但姜等人将其解释为梳颌翼龙类中克拉通翼龙的一种独有衍征。肩部的乌喙骨在接触肩胛骨的地方没有扩张。这一特征也是独特的，因为在其他梳颌翼龙类中也有扩展。

## 分类
由于标本的翼跖骨细长，江等人提出，克拉通翼龙属可以明确地归类于翼龙类。由于颅后遗骸的比例与梳颌翼龙类（如剪嘴翼龙属、鸢翼龙属和东方翼龙属）最为相似，因此可以将其进一步归类于梳颌翼龙科。

## 古环境学
克拉通翼龙属的正模标本是在花吉营组的地层中发现的，其年代可追溯到白垩纪早期的凡蓝今期中期至豪特里维期中期。 克拉通翼龙是第一个以该地层命名的翼龙物种。然而，翼龙的不完整翅膀和几乎完整的右脚此前曾在同一地点被描述，并被解释为属于鸟掌翼龙超科，这表明该地的翼龙类群存在一定的多样性。花吉营组还发现了非鸟恐龙（金凤鸟属和迅猛龙属、反鸟类（胫羽鸟属、始鹏鸟属、冀北鸟属、原羽鸟属、神七鸟属、细弱鸟属）、真鸟类（始今鸟属）、各种鱼类和蛤虾的化石。